# مونگدین
مونگدین شهری در شهرستان سواو در استان بولکیمده در بورکینافاسوی غربی مرکزی است جمعیت آن ۸۹۸ نفر است.